# Ministère de la Protection de l'Environnement (Nouvelle-Zélande)
Pour les articles homonymes, voir Ministère de l'Environnement.
Le ministère de la Protection de l'Environnement, en anglais Environmental Protection Authority et en maori Te Mana Rauhī Taiao, est l'organe du gouvernement de Nouvelle-Zélande chargé de la protection de l'environnement.

## Histoire
Les premières tentatives de faire de la protection de l'environnement une prérogative ministérielle au sein du gouvernement de Nouvelle-Zélande datent de 1984, mais c'est principalement à partir des élections de 2008 et de l'émergence politique des Verts qu'une réelle politique de préservation de la nature est mise en place. Le Parti national met alors en œuvre une stratégie écologique, intitulée « A Bluegreen Vision for New Zealand ».
En conséquence, un projet de loi visant à la création d'un ministère dédié est présenté par Nick Smith (en). Son adoption est soutenue par tous les partis. Néanmoins, à la seconde lecture, les partis travailliste et vert cessent de soutenir l'adoption, réclamant que soit explicitement mentionné un objectif directement lié à la protection de l'environnement, ce que le parti national estime non nécessaire car implicite et selon lui redondant. Les partis travailliste et vert estiment que cette absence de mention reflète surtout la volonté du parti national de ne pas opposer croissance et protection de l'environnement, dans l'optique d'une croissance verte. Un des principaux changements effectivement apportés par ce nouveau gouvernement est la réduction à neuf mois des procédures administratives d'autorisations environnementales, si le projet s'avère d'importance nationale. Durant les trois premières années de la procédure, un nombre croissant de procédures est soumis à cette procédure simplifiée.
Néanmoins, malgré les déboires relatifs aux objectifs qui lui sont assignés, le ministère de la Protection de l'Environnement mène dès la fin des années 2000 une politique jugée cohérente de protection de l'environnement.
En 2014, la première jurisprudence mondiale sur la classification juridique des techniques d'édition génomique est rendue par un tribunal néo-zélandais, dans une affaire opposant le Sustainability Council of New Zealand Trust au ministère.

## Mission
Parmi les missions qui lui sont confiées, le ministère de la Protection de l'Environnement gère les demandes relatives aux grands projets d'infrastructure, règlemente les organismes génétiquement modifiés ainsi que les substances et produits chimiques dangereux, assiste les industriels dans la sécurisation du travail avec ces substances dangereuses, administre le système d'échange de quotas d'émission et gère l'impact environnemental des activités menées dans la zone économique exclusive, notamment la prospection pétrolière et minière.

## Budget
Pou l'année budgétaire 2020-2021, le ministère de la Protection de l'Environnement dispose d'un budget total de 29 786 000 dollars néo-zélandais, en augmentation de 8,84 % par rapport à l'année précédente, durant laquelle il n'était doté que de 27 367 000 dollars.